# 司亞樂
司亞樂（英語：Sierra Wireless），是一家無線通訊設備公司，總部位於加拿大不列顛哥倫比亞省列治文市。其主要產品爲物聯網與M2M通訊用途的行動通訊模組、閘道器及路由器；其被應用在諸多領域，諸如交通運輸、能源、醫療、保全、電腦網路通訊、行動計算、消費性電子等等。業務範圍遍佈世界各地，目前在美國、法國、中國大陸及香港設有分公司。
他們的產品通常直接出貨給OEM客户，或者透过代理商與經銷商銷售。

## 沿革
1993年，由於認爲蜂窩數位封包數據產業大有可爲，諾曼·湯姆斯（Norman Toms）與安德魯·哈里斯（Andrew Harries）在PMC-Sierra公司的支持之下，於5月31日在加拿大溫哥華成立司亞樂公司。他們在創業初期即遇上網際網路泡沫，目睹一些較早進入這個市場的同行陸續倒閉、破產。撐過數年的辛苦經營，司亞樂逐漸成爲無線通訊軟硬體市場的要角。1999年，於加拿大上市；隨後，2000年於美國納斯達克上市。上市後擁有充裕的資金，司亞樂開始積極併購以擴張其產品線及市場佔有率。2003年，它以370萬美元的股份併購了高速CDMA通訊模組廠商中的翹楚AirPrime，該產品線至今仍爲司亞樂的主力。
2007年3月6日，司亞樂公告它以2700萬美元的現金及股票併購了設於加州、提供高端行動通訊設備的公司AirLink。2008年8月，併購位於西雅圖的Junxion，金額並未揭露。這是一家以Linux爲基礎開發行動通訊接取器及路由器的公司。
2008年12月，司亞樂向Wavecom——一家法國M2M無線通訊公司——提出現金善意收購，這筆交易最終以2.75億萬美元成交。2012年8月，以現金4.49千萬歐元收購了蕯基姆通訊的M2M業務，並承擔其債務。
2012年11月，司亞樂已被科技行業研究公司ABI Research認爲是M2M通訊模組市場的領先者，其佔有率達34%。
不過，該公司也有切割業務的時候。2013年1月，爲了集中資源衝刺M2M業務，它將屬於消費性產品的AirCard業務以1.38億美元現金搭配近650萬美元債務賣給美國網件公司，近160名的相關員工都一併轉移。稍後，同年10月，宣佈以590萬美元將AnyDATA公司的內嵌式M2M模組及數據機業務併入旗下。
2015年，該公司又大動作地收購了3家公司：1月，完成對瑞典M2M通訊與雲端服務公司Wireless Maingate的收購；5月，宣布收購北美移動寬頻技術與服務的佼佼者Accel Networks；6月，宣佈收購專注於M2M及車載資訊系統市場的法國行動虛擬營運商MobiquiThings。
根據ABI Research針對2015年度M2M通訊模組市場的調查報告顯示，司亞樂已連續5年位居該市場營業額首位，超出第二位達1.75億美元。
在2022年8月，陞特公司同意以全現金的方式收購司亞樂，包括債務在內的價值為12億美元。該收購已於2023年1月完成。